# أخيضر ناحل المنقار
أخيضر ناحل المنقار (الاسم العلمي:Vireo gracilirostris) (بالإنجليزية: Noronha Vireo)‏ هو نوع من الطيور يتبع جنس الأخيضر من الفصيلة الأخيضرية.